# Афричко четкорепо бодљикаво прасе
Афричко четкорепо бодљикаво прасе (лат. Atherurus africanus, енгл. African brush-tailed porcupine) је врста сисара из реда глодара (Rodentia). 

## Угроженост
Ова врста је наведена као последња брига, јер има широко распрострањење и честа је врста.

## Распрострањење
Ареал афричког четкорепог бодљикавог прасета обухвата већи број држава. Врста је присутна у Камеруну, Кенији, Гамбији, Гвинеји, Сијера Леонеу, Судану, Бенину, Обали Слоноваче, Екваторијалној Гвинеји, Габону, Гани, Либерији, Тогу, Уганди и Нигерији. Присуство у Сенегалу и Танзанији је непотврђено.

## Станиште
Станиште врсте су шуме. 
Врста је по висини распрострањена од нивоа мора до 3.000 метара надморске висине. 